# Primer Concilio Limense
El Primer Concilio Limense se celebró en la Ciudad de los Reyes, sede de gobierno del Virreinato del Perú, y desarrolló sus sesiones entre el 4 de octubre de 1551 y el 22 de febrero de 1552.
Fue organizado por el arzobispo de la diócesis, el dominico trujillano Gerónimo de Loayza, debido a la necesidad de la iglesia católica de evangelizar la heterogeneidad de costumbres de la población indígena en el territorio peruano. En el concilio se discutieron los procedimientos y actuaciones para la erradicación de las creencias ancestrales a la que los pueblos originarios se resistían.
Al concilio acudieron representantes de las órdenes religiosas establecidas en el virreinato, entre las cuales estuvieron los dominicos, los franciscanos, los mercedarios y los agustinos.
Las decisiones tomadas por las autoridades religiosas para la eficaz labor de los extirpadores de idolatrías fueron la destrucción de las huacas y la colocación de cruces cristianas o la construcción de templos sobre los restos de los lugares sagrados indígenas, la observancia del enterramiento y el culto a los muertos, y la obligatoriedad de los sacramentos como el bautismo, la penitencia y el matrimonio.
Las constituciones adoptadas por este primer concilio no tuvieron el resultado deseado de imponer la religión europea. En la década de 1560 surgió en los Andes el movimiento mesiánico insurreccional Taki Onqoy, por lo que las autoridades virreinales convocaron un segundo concilio que reforzase las medidas del primero.